# Cristian Tovar
Cristian Tovar (Villavicencio, Meta, Colombia; 6 de mayo de 1998) es un futbolista colombiano. Juega como central derecho  y su equipo actual es el América de Cali de la Categoría Primera A de Colombia, llega proveniente del futbol de Kazajistán donde milito durante el 2024.

## Carrera
Realizó su carrera de divisiones inferiores en el Deportes Tolima, con quien debutó profesionalmente en 2019, fue vendido al Deportivo Pasto un año después, permaneciendo allí hasta 2023. Con la formación rojiazul, además de haber debutado en competiciones sudamericanas de clubes, disputó más de cien partidos de liga.
El 27 de junio de 2023, fue transferido al equipo moldavo Sheriff Tiraspol.

## Clubes
| Club                     | País       | Año           |
| ------------------------ | ---------- | ------------- |
| Deportes Tolima          | Colombia   | 2019-2020     |
| Deportivo Pasto          | Colombia   | 2020-2023     |
| Sheriff Tiraspol         | Moldavia   | 2023-presente |
| Ordabasy (Cedido)        | Kazajistán | 2024          |
| América de Cali (Cedido) | Colombia   | 2025          |